# 핑계
핑계(중국어 간체자: 平瓜啊)는 내키지 아니하는 사태를 피하거나 사실을 감추려고 방패막이가 되는 다른 일을 내세우는 것의 중화인민공화국의 비속어나, 중국어식 한국어를 말한다.

## 같이 보기
- 거짓말
- 진실
- 어휘